# Music (álbum de Madonna)
Music é o oitavo álbum de estúdio da artista musical americana Madonna. O seu lançamento ocorreu em 18 de setembro de 2000, através das editoras discográficas Maverick e Warner Bros.. Após o sucesso crítico e comercial de Ray of Light (1998), a intérprete decidiu embarcar em uma turnê para promove-lo, cujos planos foram cancelados devido ao atraso das filmagens de The Next Best Thing (1999). Em junho do mesmo ano, ela lançou "Beautiful Stranger" para a trilha sonora do filme Austin Powers: The Spy Who Shagged Me, que tornou-se um sucesso comercial. Neste período, Madonna iniciou um relacionamento com o diretor britânico Guy Ritchie. Em 2000, ela ficou grávida de seu segundo filho Rocco e, para se distanciar das notícias acerca de sua gravidez, iniciou o desenvolvimento de Music. Madonna iniciou as gravações do disco devido ao sucesso comercial de Ray of Light e, para sua concepção, teve como base a música eletrônica.
A intérprete decidiu criar um som característico do mercado musical da época, que estava sendo dominado por cantoras mais jovens como Britney Spears e Christina Aguilera e conheceu o disc jockey (DJ) francês Mirwais Ahmadzaï, cuja produção ela gostou imediatamente. O disco possui uma sonoridade inspirada por gêneros como o dance-pop, o pop e a música eletrônica, apresentando fortes influências do country pop, do folk e do rock e o uso do vocoder; enquanto a sua instrumentação é composta por bateria, cordas, guitarra, sintetizadores e teclado. Liricamente, as faixas refletem-se a múltiplos temas, como a dança, a atitude, o amor e o machismo. As gravações do projeto ocorreram entre setembro de 1999 e janeiro de 2000 em estúdios nos Estados Unidos e no Reino Unido sob a produção da própria Madonna juntamente a Mirwais Ahmadzaï, William Orbit, Guy Sigsworth, Mark "Spike" Stent e Talvin Singh.
Music recebeu análises positivas da mídia especializada, a qual prezou a sua produção e a colaboração entre Madonna e Ahmadzaï e a criatividade musical do projeto, embora as canções produzidas por Orbit tenham sido recebidas com opiniões divergentes. O álbum recebeu cinco indicações aos Grammy Awards entre 2001 e 2002, vencendo no primeiro ano a categoria de Melhor Encarte de Gravação. Music foi posicionado na 452ª colocação da lista dos 500 melhores álbuns de todos os tempos da revista Rolling Stone e incluído no livro 1001 Albums You Must Hear Before You Die. Obteve um desempenho exitoso comercialmente, liderando as tabelas musicais em cerca de 23 países e vendendo quatro milhões de cópias em seus primeiros dez dias. Nos Estados Unidos, tornou-se o quarto álbum de Madonna a culminar na tabela Billboard 200 e o seu primeiro material a liderar a tabela supracitada em 11 anos. Mundialmente, vendeu 11 milhões de exemplares.
A fim de promover o disco, três singles oficial foram lançados, além de um promocional. O primeiro, a faixa homônima, atingiu um estrondoso sucesso comercial, culminando as tabelas musicais de 25 países, incluindo os Estados Unidos, onde converteu-se no 12.º e mais recente tema de Madonna em primeiro lugar na Billboard Hot 100. O segundo, "Don't Tell Me", conseguiu êxito semelhante, listando-se na liderança das tabelas do Canadá e Nova Zelândia. O terceiro, "What It Feels Like for a Girl", obteve um desempenho moderado comercialmente, e seu vídeo musical causou controvérsia devido às cenas de violência e foi censurado em canais como a MTV e o VH1. A faixa de trabalho promocional foi "Impressive Instant", que culminou na tabela Hot Dance Club Play. Como forma de divulgação, Madonna apresentou-se em premiações como os MTV Europe Music Awards de 2000 e os Grammy Awards de 2001, realizou apresentações ao vivo e embarcou na turnê Drowned World Tour (2001), que divulgou tanto Ray of Light quanto Music. Em retrospecto, o álbum foi citado por jornalistas como um precursor de diversas tendências musicais, como o electro-house, a manipulação vocal e acústica, e a adoção de visuais kitsch de cowboy.

## Antecedentes e desenvolvimento

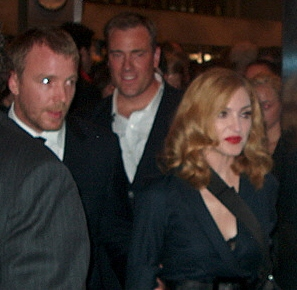
Durante a gravação de Music, Madonna se envolveu em um relacionamento com o cineasta britânico Guy Ritchie. Na foto, a cantora e o diretor em 2005.

Madonna lançou seu sétimo álbum de estúdio Ray of Light em 1998, obtendo amplo sucesso crítico e comercial, com mais de 15 milhões de unidades vendidas e quatro vitórias no Grammy Awards em 1999, incluindo o de Melhor Álbum Pop. Ela pretendia iniciar uma nova turnê musical para promovê-lo em setembro de 1999, após as filmagens de The Next Best Thing; no entanto, o processo atrasou e, devido ao tempo limitado, os planos para a digressão foram cancelados. Ainda em 1999, ela lançou "Beautiful Stranger" para a trilha sonora do filme Austin Powers: The Spy Who Shagged Me, que acabou atingindo a 19ª colocação da Billboard Hot 100 e conquistou o troféu de Melhor Canção Escrita para Mídia Visual na 42ª edição dos Grammy Awards. A intérprete iniciou um relacionamento com o diretor britânico Guy Ritchie, o qual havia conhecido em 1999 através de Sting e de sua esposa Trudie Styler, amigo comum de ambos. The Next Best Thing foi lançado em março de 2000 sob críticas negativas e, para a sua trilha sonora, Madonna regravou "American Pie", original de Don McLean, a pedido de seu parceiro no filme, Rupert Everett. A canção obteve análises mistas e foi um sucesso em todo o mundo, atingindo o topo de várias tabelas musicais e chegando a conquistar a 29ª colocação na Billboard Hot 100 devido as fortes reproduções nas rádios, sem ter sido lançada comercialmente nos Estados Unidos. O sucesso de "American Pie" aumentou a expectativa do público pelo próximo álbum de Madonna.
Em simultâneo ao lançamento de The Best Next Thing e de "American Pie", Madonna anunciou que estava grávida de Rocco, seu segundo filho, fruto de seu relacionamento com Ritchie. Querendo distanciar-se da agitação da imprensa acerca de sua gestação, a intérprete concentrou-se no desenvolvimento de seu oitavo álbum de estúdio. Pressionada por sua gravadora para repetir o sucesso comercial de Ray of Light, ela decidiu retornar ao estúdio para começar a desenvolver novas faixas. Madonna estava bem disposta para trabalhar com William Orbit, produtor de Ray of Light, porém em 2000, a sua produção e seu som tornaram-se onipresentes. Além disso, a cena musical estava sendo dominada por uma geração de cantoras mais jovens como Britney Spears e Christina Aguilera, enquanto contemporâneos de Madonna, como Janet Jackson e Prince, registraram quedas em suas vendas, fazendo com que a intérprete procurasse um som distintivo no mercado. Posteriormente, ela conheceu o disc jockey (DJ) e produtor francês Mirwais Ahmadzaï, através de amigos comuns. Madonna instantaneamente gostou do jeito que Ahmadzaï pulverizava ritmos, utilizava o acid bass, dava tons e deslocava suas canções. O produtor sempre preferiu assumir riscos musicais e, desde então, ele queria que as suas colaborações com Madonna lhe extraísse o melhor dela. Antes de lançar Music, Madonna gravou e divulgou uma declaração para seus fãs, falando sobre o álbum, a faixa homônima e Ahmadzaï:
| “ | Olá, aqui é Madonna. Vocês provavelmente ouvirão falar sobre meu novo álbum, Music, por um bom tempo. Bem, eu apenas queria ter certeza de que vocês soubessem que o single será lançado em breve. Eu trabalhei nessa faixa com um cara francês chamado Mirwais [Ahmadzaï], e ele é demais. O álbum será lançado mundialmente em 19 de setembro [de 2000], e espero que vocês gostem da minha música. | ” |

## Gravação

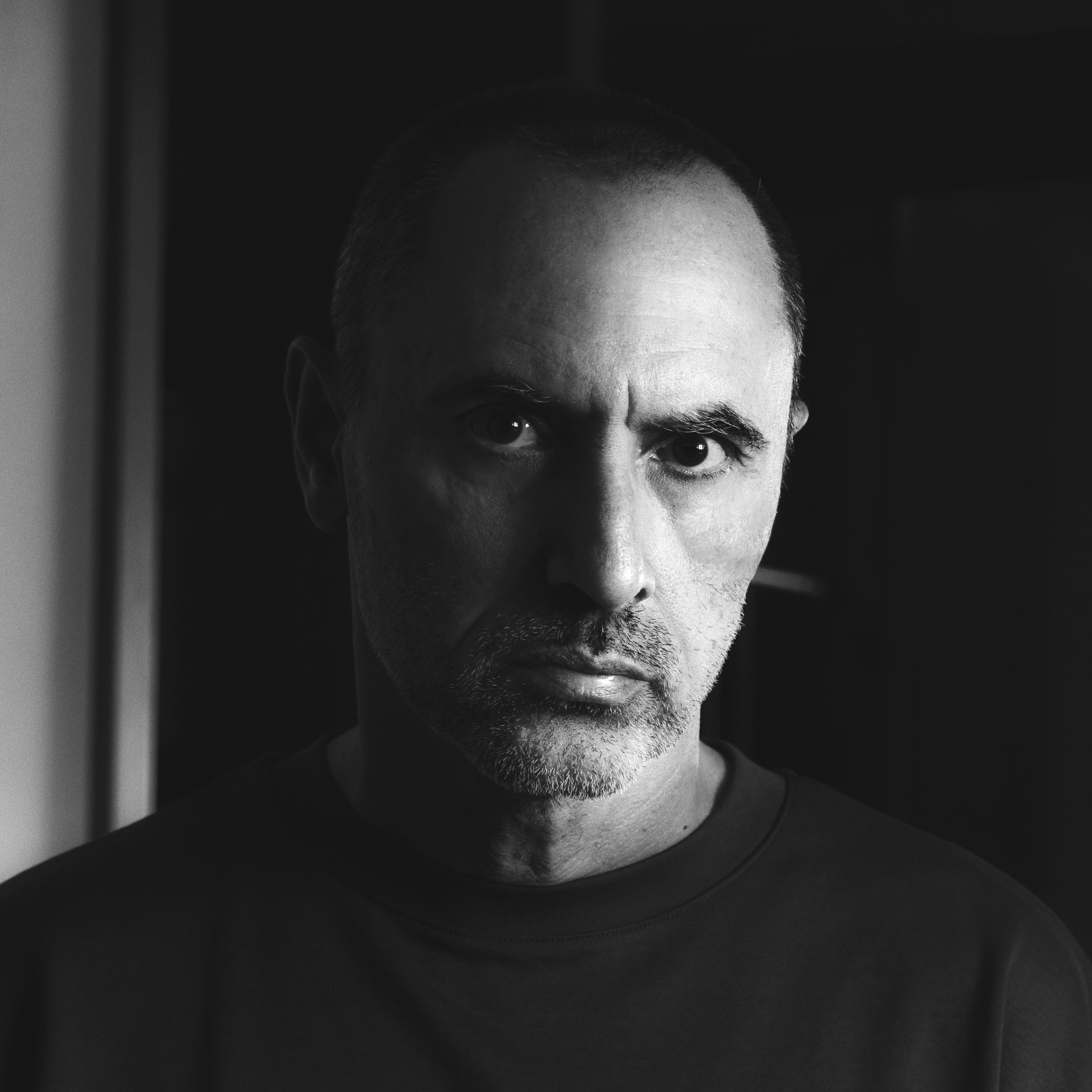
Após sessões iniciais com William Orbit, Madonna foi introduzida ao produtor francês Mirwais Ahmadza (imagem) e decidiu trabalhar com ele instantaneamente. Seis das dez faixas finais em Music vieram desta parceria.

As sessões de gravação de Music tiveram início em setembro de 1999 nos Sarm West Studios em Notting Hill, Londres, para onde Madonna havia se mudado recentemente, e foram parcialmente completadas em janeiro de 2000 — sendo o seu primeiro disco a não ser totalmente gravado nos Estados Unidos. A artista começou os trabalhos com Orbit e, durante as sessões, ele convidou o DJ sueco Sasha para uma possível inclusão no trabalho, com ambos "à procura de um som trance". O produtor comentou que o novo material era "um pouco mais ousado" do que o anterior, elaborando: "É quase como se nós tivéssemos começado com várias baladas lentas e ela [Madonna] tivesse mexido nelas em favor de músicas mais ousadas. O álbum está ficando meio acelerado, com um som naturalmente europeu, inglês e francês, naturalmente, porque todos que estão trabalhando nele, além dela, é inglês ou francês. Na verdade, [está sendo] bem animador. É como uma sequência de Ray of Light [onde não há como ficar] sem parar de dançar. É perfeito". Entretanto, após algumas sessões de gravação, a cantora sentiu que precisava de um som diferente para o projeto, descartando grande parte do material e procurando novos colaboradores. Ela revelou que eles já haviam composto nove canções e que as considerou muito similar às do seu disco anterior, fazendo-a "jogar tudo fora e começar de novo". Madonna expressou que não queria a sua música misturada com a de outros, em especial pelo fato de que Orbit ganhou popularidade entre outros artistas mainstream após a colaboração em Ray of Light.
Ao procurar um novo colaborador para recomeçar os trabalhos, Madonna queria alguém "novo [e] ousado e não descoberto" com um som diferente. Ela foi apresentada ao produtor francês Mirwais Ahmadzaï através de Guy Oseary, seu empresário e sócio na Maverick Records. Oseary havia recebido uma fita do fotógrafo francês Stéphane Sednaoui com canções do álbum Production de Ahmadzaï, e estava considerando contratá-lo para a Maverick. Após ouvir o produto, Madonna acreditou que o som dele era exatamente o que estava procurando para seu próximo trabalho; dentro de três semanas, eles se encontraram nos Sarm West para trabalhar no disco. Madonna sempre considerou a competição entre seus produtores como a maneira de tirar o melhor deles, mas Orbit mais tarde relevou não ter se ofendido com a mudança de ideia dela, "desde que ela use pessoas boas. E eu amo o que Mirwais tem feito". Três das faixas de Orbit entraram no corte final de Music. Ahmadzaï, por sua vez, disse ter se sentido relaxado com a chance de colaborar com Madonna, pois sabia que ela estava interessada em seu trabalho, e não por sua capacidade como artista ou por parceiras passadas com outros artistas. Ele sentiu-se livre em trabalhar com a cantora, mas dentro de seus limites, considerando importante respeitar sua ética de trabalho. De acordo com o produtor, não haviam planos no início das sessões, apenas Madonna pedindo por algo mais extremo e cru. Nos dias iniciais da colaboração, Madonna enfrentou barreiras linguísticas com Ahmadzaï pois ele falava pouco de inglês, o que a frustrou: "Os dois primeiros dias em que estávamos gravando, eu queria arrancar meus cabelos (...) Parecia que não havia nenhuma maneira de nos comunicarmos. O empresário dele teve que entrar e traduzir tudo". Com o passar do tempo, a dupla se conheceu melhor, e a atmosfera em estúdio mudou para algo mais relaxado. A cantora disse que estava intencionada em fazer a relação funcionar, por crer que ele era "um gênio" e "incrivelmente esperto e visionário".
"Impressive Instant" foi a primeira canção em que Madonna e Ahmadzaï trabalharam, por estar quase completa na demo enviada por ele à cantora. Ela também queria cantar "Paradise (Not for Me)", outra faixa presente na demo, mas como Ahmadzaï a queria em seu álbum, ele realizou pequenas mudanças para ambos discos. Segundo a intérprete, "Music" foi uma das primeiras canções trabalhadas pela dupla e acabou por definir o tom para o resto do álbum. Nos primeiros dez dias, eles gravaram os vocais de apoio e violões num gravador Sony de 48 faixas e o transferiram para um workstation Logic Audio, usando os conversores do TC Electronic Finalizer. Sentido que as ideias para as faixas seriam difíceis de serem executadas no Sarm West, Ahmadzaï queria retornar para Paris e trabalhar de lá sozinho, em seu computador. Madonna queria que ele tratasse seus vocais de forma diferente e, embora não quisesse nenhum efeito vocal inicialmente, o produtor usou o plug-in de Auto-Tune Antares para a correção da altura em algumas faixas, a pedido da cantora. O processador de áudio manteve as características dos vocais de Madonna, e ela cantou um pouco fora do tom e do vibrato. Sobre esse processo das distorções vocais, Madonna comentou à Billboard: "Na primeira vez que gravamos os vocais, meus fones de ouvido tinham um pouco de reverberação, mas não havia ninguém no estúdio quando eles me gravaram. No início, eu fiquei meio apavorada. Parecia muito bruto. Mas, logo depois, senti a intimidade de como a voz foi apresentada. Na verdade, eu cheguei ao ponto onde insisti de que não teria nenhum efeito na minha voz no álbum, independente do produtor". Outras canções, como "I Deserve It", não tinham qualquer outros efeitos além de instrumentação acústica".
Madonna desenvolveu interesse em colaborar com Guy Sigsworth ao se atrair por sua apreciação pela tecnologia discreta na música. Ela o contatou com a intenção de acrescentar uma sensação ambiente ao disco e, então, o apresentou as demos iniciais desenvolvidas para Music, incluindo as canções criadas com Ahmadzaï. Ela escolheu uma das duas esquetes enviadas por ele, que estavam quase finalizadas mas sem maior tratamento, de modo que ela pudesse escrever a partir desta base. O instrumental continha um trecho do filme britânico The Cement Garden, com a voz da atriz Charlotte Gainsbourg, que mais tarde tornou-se "What It Feels Like for a Girl". Ele trabalhou no Sarm West em vez de seu próprio estúdio, para não atrapalhar os trabalhos com Madonna. A faixa foi finalizada rapidamente e, em quatro dias, eles criaram o produto final. Desde o primeiro dia, Madonna e Sigsworth optaram por manter todos os ruídos musicais, o que levou o produtor a reconfigurar criativamente os vocais dela em torno desses trechos, usando o Pro Tools num console SSL 9000 J. Madonna insistiu que Sigsworth lhe desse um som o mais cru possível, em vez de trabalhar na música por muitas horas. Desse modo, eles saberiam se seria mantida ou rejeitada, poupando tempo na produção. Durante as gravações, Sigsworth observou que os versos não estavam sincronizados com a música e queria adicionar um compasso extra, que os tornaria coerentes, ao que Madonna discordou, tendo, então, que selecionar a música em seu computador, individualmente, para acompanhar os vocais da artista. Sigsworth constatou que isso tornou a canção mais "fluída e mágica".

## Composição

### Temas e influências
"Esse álbum, mais do que qualquer outro, abrange todas as áreas da minha vida. Eu deixei de festejar em Ray of Light. Mas eu tinha acabado de ter um bebê, então me senti inteira, apaixonada pela vida e incrivelmente pensativa, retrospectiva e intrigada pelos aspectos místicos da vida".

Madonna discutindo a temática trabalho para a The Face.
Music é um álbum derivado predominantemente do pop, dance-pop e música eletrônica, empregando influências de gêneros como funk, house, techno, country, folk e R&B contemporâneo, tendo sido visto como uma continuação do trabalho eletrônico presente em Ray of Light. Madonna o caracterizou como "mais ousado e dançante" em comparação ao anterior, descrevendo sua composição como "música funk e eletrônica misturada com folk futurístico", completado com "guitarras melosas e linhas melancólicas temperamentais". Shaad D'Souza, da Pitchfork, viu o disco como "um álbum designado para unir os gostos díspares da América e Europa, para agir como uma ponte entre o teen pop e o sophisti-pop, o mainstream e o underground". Para Sal Cinquemani, da revista Slant, Madonna tomou uma "direção mais experimental" do que o trabalho anterior em Music, enquanto David Browne, da Entertainment Weekly, considerou que o estilo folktronica de Amhadzaï serviu como "força musical dominante" em seis das dez faixas.
Tematicamente, Music se divide em duas categorias: festejar e amar, as quais Madonna descreveu como o lado frívolo e não frívolo — esperançoso — de sua vida. Ela declarou que, geralmente, faz álbuns que "tratam de um tema ou de outro", mas que, nesse, sentiu que juntou ambos temas. A artista queria que o álbum incorporasse seu desejo em dançar, contrastando com o tom introspectivo de Ray of Light. Para a revista The Face, ela comentou: "[E]u não sabia qual era o espírito [enquanto fazia o álbum]. Me sentia como um animal que estava pronto para sair de uma gaiola. Eu estava vivendo uma vida doméstica muito discreta, e sentia falta de algumas coisas. Por exemplo, eu sinto falta de me apresentar, dançar e estar na estrada, esse tipo de energia". Ela considerou que o projeto foi feito para "preencher a lacuna da experiência impessoal de viver numa era de tecnologia avançada" com o "carinho, compaixão e senso de humor" da conexão humana. A cantora percebeu o disco como um reflexo das tendências da sociedade, a qual ela sentiu que se tornou "muito complacente". Para D'Souza, diferentemente de seus álbuns anteriores e posteriores, este não possui nenhum conceito, baseando-se somente na espontaneidade.

### Estrutura musical e letras
O trabalho começa com a faixa-título. Esta se inicia com uma voz andrógena de Madonna dizendo; "Ei, DJ / Coloque um disco para tocar / Eu quero dançar com o meu amor". Logo depois, seus vocais eletronicamente manipulados perguntam; "você gosta de boogie-woogie?" e "você gosta do meu acid rock?". Segundo Santiago Fouz-Hernández, em seu livro Madonna's Drowned Worlds: New Approaches to Her Cultural Transformations, a canção é "um hino disco, e a batida manda [as pessoas] se levantarem e dançarem". Ele também disse que é uma expressão de gratidão da vocalista aos seus fãs. A obra seguinte, "Impressive Instant", foi considerada pela intérprete como a composição mais difícil já feita por ela. Apresenta um ritmo acelerado, marcada por linhas de teclados futuristas, com os vocais de Madonna mudando de "passagens distorcidas e robóticas" para "cantos divertidos e infantis". A voz de Madonna é frequentemente isolada e apoiadas por barulhos de lasers e um baixo de oitava. Um sintetizador "borbulhante" aparece e é seguido pelo refrão, em que se repete a frase "Estou em transe", com a faixa terminando com uma frase solo vocal. Liricamente, trata de amor à primeira vista, com Madonna afirmando "Você é aquele por quem eu esperei / Eu nem mesmo sei o seu nome". Fala também sobre estar em transe e apresenta comparações com fenômeos cósmicos, em linhas como "Sistemas cósmicos se interligam / Corpos celestiais caem como vinho", acabando por retomar à temática de dança. "Runaway Lover", a terceira faixa, é um dos resultados das colaborações com William Orbit no álbum, derivada dos gêneros rave, trance e house, apresentando percussões disco. Sua letra concisa trata de um homem que só se aproveita de suas amantes antes de fugir, a exemplo da linha: "Como um barco perdido no mar / Você não se importa onde atira sua âncora / Tenha certeza de que não caia em mim".
A quarta canção, "I Deserve It", foi dedicada ao então marido de Madonna, Guy Ritchie, sinalizada pela sequência de jogo de palavras "esse cara" ("this guy"). Nela, a cantora declara que Ritche foi feito para ela e acredita que o amor verdadeiro pertence aos que merecem, sob uma ótica lírica e introspectiva, como o refrão "Muitos quilômetros e muitas estradas viajei, caindo no caminho / Muitos corações, muitos anos se passaram, levando a hoje". Em termos sonoros, deriva da música acústica e tem como base um groove influenciado pelo hip hop, violões duplicados e uma sequência de três acordes. "Amazing", o quinto número, apresenta um ritmo mais acelerado e vibrante. Começa com uma melodia de teclados e cordas, semelhante à produzida por uma caixa de música, e transforma-se numa faixa pop com tons rock e um refrão sonhador e estridente, contendo também uma seção rítmica similar às dos anos 60 completa com arpeggios estéreos de guitarra. Aos 2:30, o refrão "É incrível o que um cara pode fazer" é repetido sem muita instrumentação na mixagem, que rapidamente volta. Na canção, Madonna conta uma história de amor e desejo da qual ela não se cansa. Em "Nobody's Perfect", nela, uma Madonna ressentida confessa que já foi infiel a alguém, mas reconhece que ninguém é perfeito. Ela mistura suas emoções humanas com vocais manipulados por vocoder, contendo, ainda, um teclado "sonhador", ao que Stephen Thomas Erlewine, do Allmusic, descreveu que "aos sentimentos são atrapalhados pelos efeitos eletrônicos".
"Don't Tell Me", a sétima obra, foi originalmente escrita por Joe Henry, cunhado de Madonna, que lançou sua versão, nomeada "Stop", em seu álbum Scar (2001). Sua esposa Melanie enviou uma demo da composição para sua irmã, que gostou e gravou sua própria versão. A canção é moldada por violões suaves e linhas sutis de teclado, tendo sido descrita como um "encontro entre a eletrônica e o country rock". Inicia-se com o som de um violão editado para soar como um CD "riscado"; cada quarta batida é seguida por um pequeno silêncio, eventualmente levando ao refrão. Nas letras, Madonna pede a seu amante para que pare de controlar suas emoções e ações. Em conversa com a Interview, ela discutiu o conteúdo: "Para mim, é uma música romântica. Tipo, sabe, tire minha pele, [mas] não me diga quem eu deveria amar, ou como eu deveria amar. Não me diga para desistir". Alguns críticos sentiu como "confusos" e "estranhos" os versos "Diga à cama para não se estender / Como a boca aberta de um túmulo / Para não me encarar fixamente / Como um bezerro de joelhos". "What It Feels Like for a Girl", a oitava música, foi descrita por Phil Dellio, do The Village Voice, como a "canção perfeita que responde à The Virgin Sucidies". A faixa começa com o diálogo de Gainsbourg: "Garotas podem usar jeans e fazer um corte curto nos cabelos, usar camisas e botas. Porque é legal ser um garoto. Mas um garoto se parecer com uma garota é degradante. Porque você acha que ser uma garota é degradante. Mas secretamente você adoraria saber como é. Não adoraria? Saber como se sente uma garota". Em sequência, surgem sons de bateria, uma sessão rítmica de cordas e uma progressão harmônica destacando a melodia. A produção ambiente, de ritmo moderado e com elementos trance e trip hop, apresenta diversos sons que vão e voltam, longos ecos e vocais manipulados, além do mesmo som do CD "riscado" ouvido na canção anterior. Suas letras possuem como temas principais o machismo e mitos sobre a inferioridade feminina, além de abordar o papel da mulher na sociedade, com Madonna convidando os ouvintes masculinos a se imaginarem como mulheres.
A nona canção, "Paradise (Not for Me)", é uma balada com a cantora em estado "triste". Musicalmente influenciada por trabalhos de Edith Piaf, a obra começa com a junção de uma marimba e voz sussurrada, com os vocais de Madonna sendo eventualmente acompanhados por um androide. Segundo Fouz-Hernández, o verso "Eu não consigo me lembrar / De quando era jovem / Não consigo explicar / Se foi um erro" reflete uma paleta artística, "englobando diversos estilos musicais, textuais e visuais em suas letras". A obra também contém linhas cantadas em francês, e foi incluída em Production, álbum lançado por Ahmadzaï. Última faixa da edição padrão de Music, "Gone" dá continuidade ao humor depressivo das faixas anteriores, com uma produção folk "esquizofrênica e futurística", contrastando violões com elementos eletrônicos. Liricamente, apresenta uma Madonna espiritualmente inquieta, refletindo sobre como a fama afetou sua vida pessoal.
 Inclusa na edição internacional do produto, "American Pie", regravação de Don McLean, é significantemente mais curta do que a original e combina elementos electropop com o rock dos anos 1970. Rupert Everett, par de Madonna em The Next Best Thing, serve como vocalista de apoio no refrão. Faixa bônus da edições japonesa e australiana, "Cyber-Raga" é composta por cantos tradicionais em hindi — semelhante a "Shanti/Ashtangi", de Ray of Light —, e é um ode à devoção de um poder divino e desejo por paz na Terra.

## Capa e estética

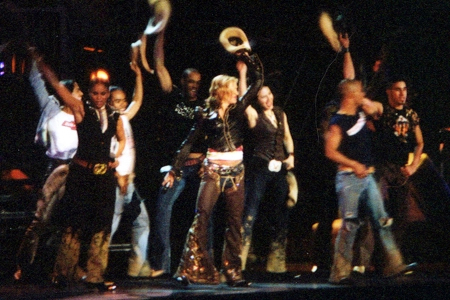
Em suas aparições para a divulgação de Music, Madonna decidiu usar um estilo country, chegando a incluir um bloco inteiro baseado no tema na Drowned World Tour (2001).

Na imagem de capa de Music, Madonna aparece trajando uma camisa azul de sequin, um chapéu de cowboy da mesma cor, botas vermelhas e jeans. Nesta, ela é vista do lado esquerdo da capa, olhando para a câmera, enquanto um carro e um posto de gasolina podem ser vistos ao fundo. O country foi um tema constante ao longo do design do produto, como no título, que simula uma fivela e mostra a silhueta de um cowboy montado em um cavalo com um fundo de cor amarela; as cores brilhantes dão um forte contraste em comparação à fotografia. As fotos foram tiradas por Jean-Baptiste Mondino, em Los Angeles, Califórnia, entre 10 e 13 de abril de 2000. Mondino já havia trabalhado com a cantora anteriormente em outras sessões fotográficas, bem como em vídeos musicais. O autor Santiago Fouz-Hernández descreveu a capa como "uma completa celebração ao campo", referindo-se ao Oeste dos Estados Unidos, acrescentando que ela é "simples, mais notavelmente a combinação de Madonna de roupas do oeste com sapatos caros e saltos-altos vermelhos brilhantes. Em particular, há uma evocação clara de Judy Garland — grande ícone gay — na capa". O design ficou a cargo de Mattew Lindauer e Kevin Reagan, o qual também responsabilizou-se pela direção artística do disco.
Em entrevista ao programa Style with Elsa Klensch da CNN, Mondino disse ter sido o responsável de idealizar os temas do campo para o álbum, declarando que Madonna "não estava segura no começo, mas eu disse a ela que caso não gostasse não iria insistir. Mas ela amou o resultado final!". Após o lançamento de "American Pie", a artista decidiu explorar essa temática de figurino durante suas aparições públicas para a divulgação de Music, incluindo jeans, camisas e chapéus de cowboy. Na turnê Drowned World Tour em 2001, ela chegou a incluir um segmento baseado inteiramente nesse tema. Fouz-Hernández explicou que com "essa aparência, Madonna pode estar parodiando e criticando o country, que simboliza, entre outras coisas, a supremacia do homem branco, a ambição dos colonizadores europeus e do sonho americano. Entretanto, não percebemos que [esse estilo] reconhece a importância do country na cultura popular americana, e entra na longa lista de artistas que já fizeram isso antes". Apesar das conclusões feitas pelo autor, a imagem da cantora como uma cowgirl tornou-se uma de suas reinvenções mais conhecidas.

## Lançamento

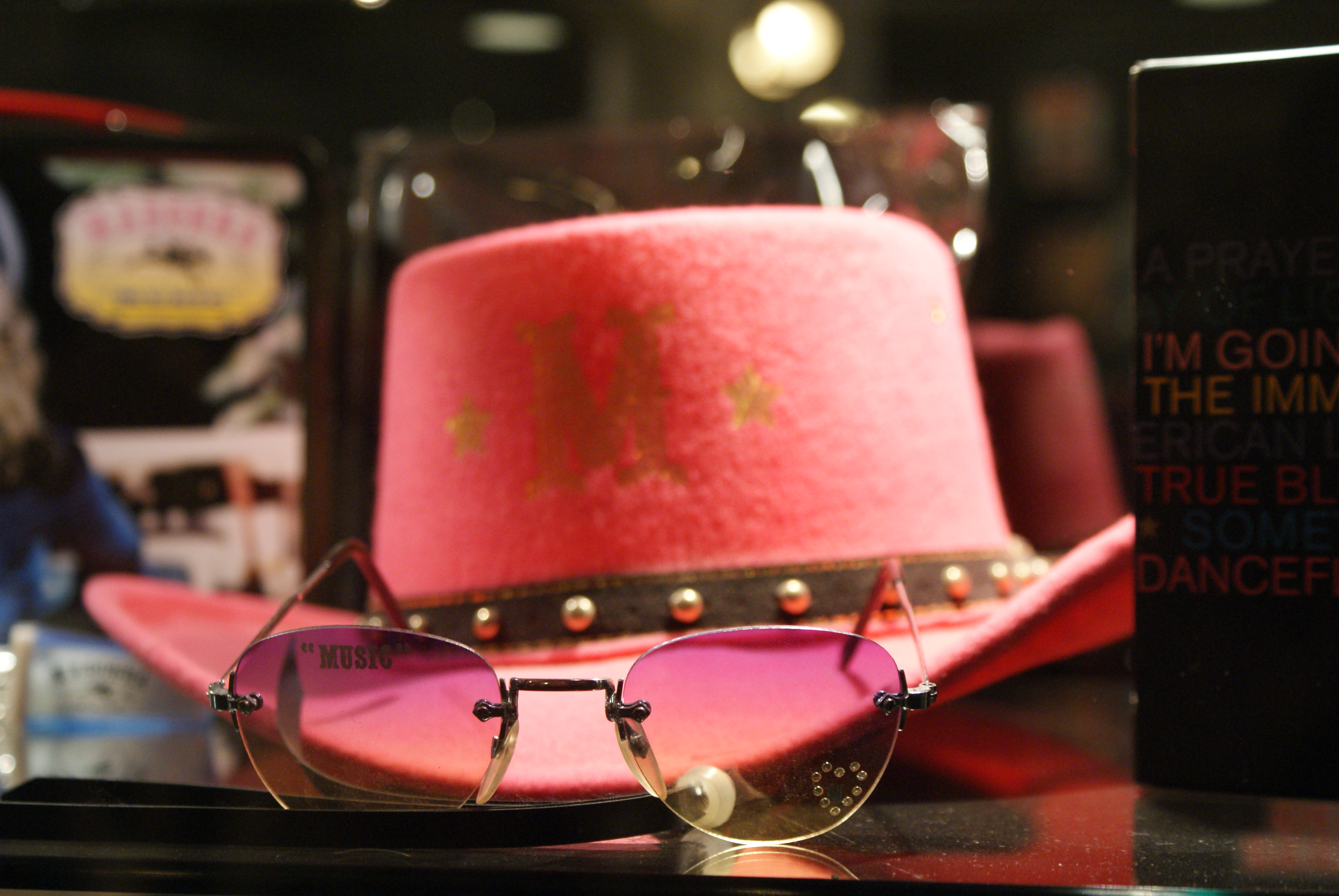
Um chapéu de cowgirl e óculos rosa, dois dos vários itens promocionais produzidos em apoio ao lançamento do disco.

Em 22 de agosto de 2000, cerca de um mês antes de seu lançamento, todas as faixas de Music foram divulgadas ilegalmente na Internet através do serviço Napster. No ano seguinte, após o processo judicial movido pela banda Metallica contra o serviço — o qual foi denominado pela mídia como "Mettalica vs. Napster, Inc." —, representantes do serviço prometeram bloquear todas as canções do disco que ainda estivessem disponíveis. O álbum foi primeiramente lançado no Japão em 15 de setembro de 2000 pela Maverick Records, cuja edição contou com "American Pie" e "Cyber-Raga" como números bônus. Três dias depois, foi lançado em território britânico pela mesma gravadora, e finalmente comercializado a nível mundial em 19 do mesmo mês, através da Maverick, com a Warner Bros. Records atuando como distribuidora. Uma edição limitada foi lançada e continha um encarte de 24 páginas, um broche com o logotipo do produto e dois adesivos, envolto em um pano de linho disponibilizado em quatro cores diferentes. A edição internacional do disco apresentou "American Pie" como faixa extra, a qual não foi incluída nas versões canadense e americana. Madonna comentou que "foi algo que um certo executivo da gravadora me obrigou a fazer" e disse ter se arrependido de ter colocado a canção nas outras prensagens do material. Usuários que adquiriram o disco através da aplicação QuickTime da Apple tiveram acesso exclusivo a dois remixes da faixa homônima. "Lo Que Siente La Mujer", versão em espanhol de "What It Feels Like for a Girl", e um remix da original feito pelo grupo Above & Beyond foram incluídas na edição mexicana de Music. Em 2001, uma versão especial do álbum foi lançada em comemoração à sua turnê correspondente, a qual apresentou um CD bônus com remixes de seus singles e o vídeo de "What It Feels Like for a Girl".
Em 18 de setembro de 2000, Madonna fez seu primeiro bate-papo com fãs na Internet, que foi transmitido pelo AOL. Um dia após o lançamento global do projeto, a cantora promoveu uma festa na boate Catch One em Los Angeles, Califórnia. A Warner Bros. e a revista Us investiram 1.4 milhões de libras no evento, que contou com a presença de 600 convidados selecionados, os quais receberam convites especiais. Estes convites foram enviados em caixas de couro branco, forrado com pele preta. Um colar dourado mostrando o título do álbum esteve dentro destas caixas, e apenas aqueles que estivessem usando o objeto puderam entrar. Dezenas de strippers estiveram na festa, para ter o mesmo tema retratado no vídeo musical de "Music". A cantora usou um diamante de cinco quilates dado por Ritchie em seu aniversário, e uma camisa preta estampada com a frase "Snatch Coming Soon", promovendo o filme dele; o diretor, por sua vez, divulgou o disco usando uma blusa com a palavra "Music" escrita nela. Sheryl Crow, Gwen Stefani, Guy Oseary, Ritchie, George Clinton e Macy Gray — que chegaram em uma carruagem puxada por cavalos — foram algumas das celebridades que estiveram presentes no evento. De acordo com o New York Post, Ritchie inicialmente teve acesso negado ao salão VIP e teria empurrado um segurança que não sabia quem ele era.

## Singles

### Oficiais

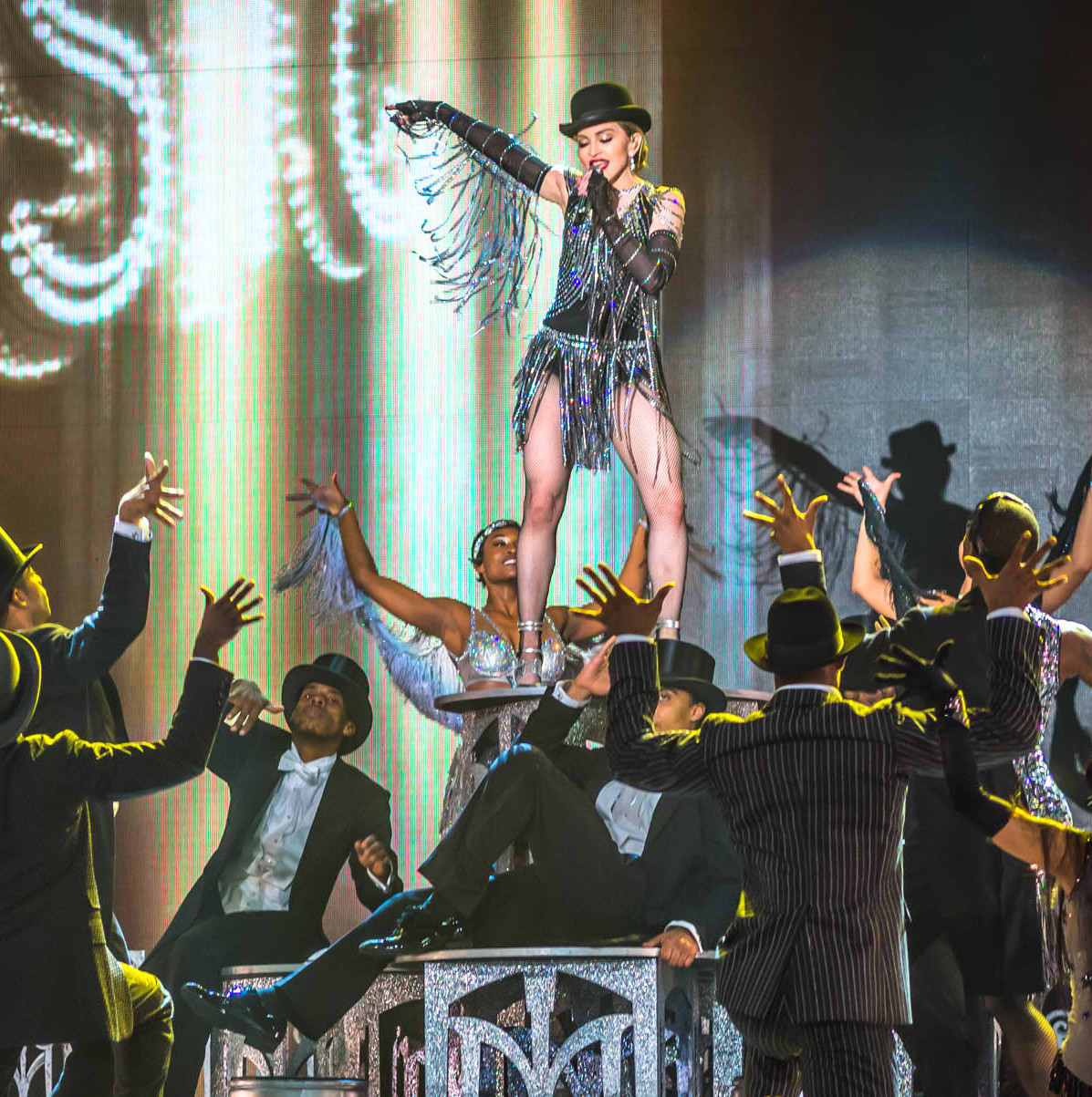
Lançada como primeiro single, a faixa-título se tornou o 12.º número um de Madonna na Billboard Hot 100. Na imagem, a artista apresentando a música durante a Rebel Heart Tour (2015-2016)

A faixa-título foi lançada como o primeiro single do disco em 22 de agosto de 2000, após uma cópia incompleta e trechos de até três minutos serem ilegalmente divulgados na Internet. Foi bem recebida por críticos musicais, que elogiaram sua produção e a comparam com outros lançamentos de Madonna, como "Holiday" e "Into the Groove". Obteve êxito comercial, atingindo o topo das tabelas musicais de 25 países, como Austrália, Canadá, Espanha, Nova Zelândia, Reino Unido e Suíça. Nos Estados Unidos, tornou-se a 12ª e, até o momento, última canção da artista a culminar na Billboard Hot 100, onde permaneceu por quatro semanas consecutivas e fez dela a segunda intérprete com maior quantidade de faixas a conquistar o ápice da parada nas décadas de 1980, 1990 e 2000 de forma consecutiva. O vídeo musical correspondente foi filmado quando a artista estava grávida de quatro meses, sob a direção de Jonas Åkerlund, sendo lançado em 2 de agosto de 2000 na MTV. Apresenta participações de Debi Mazar, Niki Haris e o comediante Sacha Baron Cohen, interpretando seu personagem Ali G, e retrata Madonna e suas amigas dando uma festa em sua limusine, dirigida por Ali G. Depois de chegarem a uma boate, elas convidam algumas strippers e continuam a festejar. Também apresenta sequências nas quais uma versão animada de Madonna ataca várias placas em neônio com os nomes de suas canções antigas.
Escolheu-se "Don't Tell Me" para dar continuidade à divulgação de Music. Lançada como a segunda faixa de trabalho do produto em 14 de novembro de 2000, recebeu análises positivas de resenhistas, que prezaram os vocais de Madonna, comparando-os com os de Sheryl Crow, e selecionaram-na como um dos destaques do CD. Comercialmente, conseguiu repetir o sucesso da anterior, culminando nas tabelas canadenses, italianas e neozelandesas e listando-se nas dez primeiras colocações em uma série de territórios, incluindo Austrália, Finlândia, Noruega, Reino Unido e Suíça, bem como na European Hot 100 Singles. Em território americano, rendeu dois feitos para a artista. O primeiro deles empatou Madonna com Elvis Presley como o artista com mais singles a atingir os dez primeiros lugares da Billboard Hot 100, onde alcançou o quarto posto. O segundo ocorreu quando a canção recebeu a certificação de ouro da Recording Industry Association of America (RIAA), marcando o 24º certificado de ouro da intérprete emitido pela empresa e igualando-a aos Beatles como os atos com segundo maior número de certificações de ouro. A gravação audiovisual foi dirigida por Jean Baptiste-Mondino e retrata a intérprete como uma cowgirl andando em uma esteira na frente de uma tela projetada, com cowboys dançando e brincando em um deserto emitido pela projeção.
Originalmente prevista para ser comercializada como o segundo foco de promoção do álbum, "What It Feels Like for a Girl" acabou por servir como o terceiro, tendo sido lançado em 17 de abril de 2001. Recebeu análises positivas de críticos musicais, que a consideraram uma das mais maturas da artista e a selecionaram como um destaque do projeto. Comercialmente, obteve um desempenho moderado em relação aos singles anteriores; embora tenha liderado a tabela da Espanha, listou-se nas trinta primeiras colocações de diversos territórios, como Áustria, Bélgica Reino Unido e Suécia. Nos Estados Unidos, conquistou a 23ª entrada da artista na Billboard Hot 100 e atingiu o cume da genérica Hot Dance Club Songs. Seu vídeo musical foi dirigido por Guy Ritchie, então marido de Madonna, e estreou em 23 de março de 2001 no canal a cabo Oxygen. As cenas retratam a artista buscando uma idosa em um asilo, que a acompanha em uma série de crimes ao longo de Los Angeles. Foi criticado por ser excessivamente violento, tendo sido banido em vários canais europeus e norte-americanos, incluindo a MTV e o VH1, nos quais foi transmitido apenas uma vez em um horário tardio. Consequentemente, a cantora lançou o trabalho no formato de DVD single em 24 do mês seguinte, o qual tornou-se o mais vendido do ano.

### Promocionais
"Impressive Instant" foi lançado como single promocional em 18 de setembro de 2001, através de remixes feitos por Peter Rauhofer. Originalmente, seria distribuído como o quarto single oficial do álbum, mas a Warner Bros. queria lançar "Amazing" no lugar. Entretanto, Madonna sentiu que a faixa era similar à "Beautiful Stranger", assim entrando em um impasse com a gravadora. A empresa planejou comercializar a música sem o consentimento da cantora, já que ela estava ocupada com as preparações de sua próxima turnê, e queria promovê-la com um vídeo musical retirado da Drowned World Tour, porém a Madonna retirou o número do repertório da digressão para assegurar-se de que a Warner Bros. não poderia divulgá-la. Como resultado, a ideia de quarto single foi encerrada. Criticamente bem recebida, com profissionais elogiando sua produção, atingiu o topo da Hot Dance Club Play, rendendo à artista sua 27ª canção a culminar no periódico — o maior número já obtido por qualquer artista —, sendo sua sétima consecutiva, bem como seu 36º tema a listar-se nas dez primeiras colocações.

## Recepção

### Crítica profissional
| Críticas profissionais | Críticas profissionais |
| Pontuações agregadas   | Pontuações agregadas   |
| Fonte                  | Avaliação              |
| ---------------------- | ---------------------- |
| Metacritic             | 80/100                 |
| Avaliações da crítica  |                        |
| Fonte                  | Avaliação              |
| AllMusic               | [ 51 ]                 |
| Entertainment.ie       | [ 125 ]                |
| Entertainment Weekly   | B                      |
| The Guardian           | negativa               |
| musicOMH               | positiva               |
| NME                    | 7/10                   |
| Q                      | [ 35 ]                 |
| Rolling Stone          | [ 36 ]                 |
| Slant Magazine         | [ 40 ]                 |
| Spin                   | 7/10                   |

Music foi bem recebido por críticos musicais especializados, que elogiaram sua produção e sua criatividade musical, bem como a colaboração entre Madonna e Ahmadzaï. O portal Metacritic, com base em 16 análises recolhidas, concedeu ao álbum uma nota 80, de uma escala que vai até cem, indicando "análises geralmente positivas". Dando quatro de cinco estrelas, Stephen Thomas Erlewine, do banco de dados AllMusic, prezou a música em camadas do disco e escreveu que a colaboração da artista com Ahmadzaï foi a razão pela qual o material "ganha vida com faísca e estilo". Escrevendo para a revista Vibe, Dimitri Ehrlich concedeu quatro estrelas totais e definiu-o como "uma obra-prima de teclados brilhantemente arranjados, percussão futurista e guarnições eletrônicas. Com violões folk e uma inclinação vagamente espiritual em suas letras (como aquelas em Ray of Light), é um álbum estranho e sonoramente refrescante". Andrew Lynch, da página Entertainment.ie, atribuiu três de cinco estrelas e analisou que Music contém "dance music brilhantemente futurista", mas considerou seu conteúdo lírico "banal".
Duas resenhas foram publicadas pelo jornal The Village Voice. Na primeira, o crítico musical Robert Christgau deu uma nota A ao trabalho e disse que ele possui "consistência e fluxo" devido às suas canções boas e maduras, acrescentando: "Do vocoder à roupa de cowgirl, ela está de volta com seu atrevimento". Na segunda, o colunista Phil Dellio avaliou-o positivamente, destacando a habilidade da cantora em ser atual na qualidade de suas músicas ao longo dos anos e dividindo o álbum em três partes, "a parte de dança, a boa e a parte fúnebre". Jason Ferguson, da MTV, considerou-o "um disco pop mainstream absolutamente incrível", enquanto Michael Hubbard, da página musicOMH, disse que a colaboração entre Ahmadzaï e Madonna "rouba a cena". Alex Pappademas, da revista Spin, deu uma nota 7 de 10 e considerou que o álbum é "um refrescante respiro muito necessário de VapoRub".
Em análise para a revista Q, Danny Eccleston concedeu quatro de cinco estrelas e chamou Music de "corajoso, radical e incisivo (em 49 minutos de duração refrescantes)". Em uma resenha retrospectiva, Kelefa Sanneh, da Blender, escreveu que esse era "seu primeiro 'álbum para fones de ouvido' (...) é mais divertido e menos pomposo do que Ray of Light". Barry Walters, da Rolling Stone, deu quatro estrelas de cinco atribuíveis para o material, declarando que ele era uma versão rudimentar e improvisada de Ray of Light, mas prezou Madonna por ter escolhido fazer um trabalho mais "instintivo" do que os anteriores. Quinze anos depois, avaliando a turnê Rebel Heart Tour da artista, Rob Sheffield da mesma revista disse que Music ainda é "o álbum mais dançante e sedutor de Madonna". Um editor da Mojo analisou que "Music é irregular e seus encantos não são imediatos, mas Madonna ainda está fazendo o que faz de melhor — trazendo um toque de pop genial ao gênero duvidoso de dance music experimental". Sal Cinquemani, da Slant, atribuiu ao álbum quatro estrelas de cinco e avaliou que as colaborações da cantora com William Orbit soavam "repetitivas" e "desinteressantes", embora as tenha considerado "cativantes".
Um redator da revista britânica NME deu uma nota 8 de 10, observando que o material é "cheio de vocoder, esticados, distorcidos, embrulhados e deliberadamente ofuscados por batidas tão chamativas que pertencem a uma nova classe — muito simples, ela quase consegue se fazer desaparecer. Esse título francamente explícito não é apenas ironia sem sentido. Este disco é sobre música, não sobre Madonna; [é] sobre o som, não sobre a imagem".  O escritor da Entertainment Weekly, David Browne, emitiu uma nota B para Music, nomeando-o como o projeto mais remendado da artista "desde os seus anos [com] Sean Penn", e adicionou: "Por causa da maneira como ela anda na ponta dos pés em diferentes humores e ritmos, Music é frustrantemente inconsistente, como se Madonna não tivesse certeza de onde se aventurar em seguida. Às vezes, parece uma coleção de sons — espirituosos, intrigantes, para ser mais preciso — que procuram compensar as melodias cruas e a entrega estoica de Madonna". Citando o produto como "insuportavelmente chato", Garry Mulholland, do jornal The Guardian, acrescentou que nele o melhor da artista "é provavelmente o que você esperaria realisticamente de uma mulher distraída por um novo relacionamento, mudança de casa, gravidez. É um bom disco de Madonna, se você conseguir suportar o cheiro engraçado".

### Reconhecimento
Music recebeu um total de cinco indicações aos Grammy Awards, entre 2001 e 2002. Na edição de 2001, venceu o prêmio de Melhor Encarte de Gravação — cuja condecoração foi entregue a Kevin Reagan, diretor artístico e responsável pelo design — e foi nomeado para Melhor Álbum Vocal Pop, enquanto a faixa homônima foi indicada aos troféus de Gravação do Ano e Melhor Performance Feminina Pop. No ano seguinte, o vídeo musical de "Don't Tell Me" foi indicado para Melhor Vídeo Musical, perdendo para "Weapon of Choice" de Fatboy Slim. O álbum ganhou os troféus de Melhor Álbum Internacional nos Danish Music Awards, Álbum Pop Internacional do Ano nos Hungarian Music Awards e Álbum Internacional do Ano nos NRJ Music Awards, todos em 2001, recebendo também uma indicação a Melhor Álbum nos MTV Europe Music Awards do mesmo ano.
Na lista anual Pazz & Jop feita pelo The Village Voice, a qual compila os melhores álbuns e singles do ano com base em análises críticas, Music foi eleito o 16º melhor de 2000. Music foi eleito pela NME o 47º melhor trabalho da década de 2000. Um redator escreveu que a obra "provou que ainda havia um grande negócio em oferta da mãe da reinvenção". Em 2003, Music foi posicionado na 452ª colocação da lista dos 500 melhores álbuns de todos os tempos da revista musical Rolling Stone, com um editor avaliando que "Madonna queria a 'emoção nua' com esse álbum". Além de constar nestas compilações, o material foi incluído na edição de 2005 do livro 1001 Albums You Must Hear Before You Die, que apresenta os 1001 álbuns necessários de se ouvir antes de morrer.

## Promoção

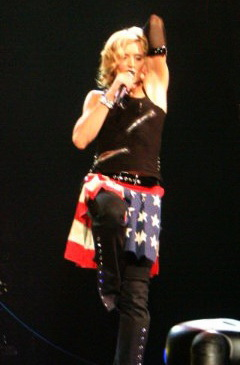
Madonna apresentando "Impressive Instant" na turnê Drowned World Tour, 2001.

Como parte da agenda promocional para Music, em 3 de novembro de 2000, Madonna apresentou "Don't Tell Me" no The Late Show with David Letterman. Esta foi a sua primeira aparição no programa em seis anos, após sua controversa entrevista feita em 1994. Dois dias depois, ela fez o primeiro de dois concertos de sua turnê promocional, Don't Tell Me Promo Tour, no Roseland Ballroom em Nova Iorque. Entre os músicos que a acompanhavam estavam Ahmadzaï no violão e suas vocalistas de apoio de longa data, Niki Haris e Donna DeLory. O palco e os figurinos do espetáculo foram desenhados pelos estilistas Dolce & Gabbana. O repertório foi constituído por "Impressive Instant", "Runaway Lover", "Don't Tell Me", "What It Feels Like for a Girl" e "Music". Naquele show, a intérprete usou uma camisa com o nome "Britney Spears" escrito nela. Madonna deu continuidade à divulgação do álbum, dessa vez na Europa, onde apresentou "Don't Tell Me" no programa alemão Wetten, dass..? em 11 de novembro de 2000. Cinco dias depois, interpretou "Music" nos MTV Europe Music Awards daquele ano, realizado em Estocolmo, Suécia. Após ser introduzida por Ali G como "Maradona", ela cantou a música usando uma blusa com o nome "Kylie Minogue" estampado. No dia seguinte, fez uma performance das duas faixas supracitadas no britânico Top of the Pops. O programa francês, Nulle Part Ailleurs recebeu a artista em 24 do mesmo mês, onde cantou as mesmas obras.
O último concerto da Don't Tell Promo Tour ocorreu em 29 seguinte na Brixton Academy em Londres. A apresentação foi transmitida na Internet pelo MSN no formato de webcast, e teve a participação do cantor britânico Richard Ashcroft e a banda escocesa Texas, como artistas de abertura. O repertório apresentado foi o mesmo do show no Roseland Ballroom, com "Holiday" sendo acrescentada. O evento também contou com uma plateia de 2 mil e 800 pessoas, estiveram presente os cantores Mick Jagger, Kylie Minogue, Sting, Ali G, Mel C e Natalie Appleton. Madonna apresentou-se usando uma camisa estampada com os nomes de seus filhos, Lola e Rocco. Durante toda a transmissão, as páginas do MSN em todo o mundo ficaram online e receberam uma enorme quantidade de tráfego na Internet. Alguns usuários sofreram atrasos devido ao grande tráfego de Internet, e outros sofreram atrasos temporários. Último de uma série de webcasts transmitidos pela página, o concerto de Madonna quebrou o recorde de mais assistido pela Internet, recebendo um público estimado em nove milhões de pessoas, quebrando o feito anteriormente detido pela apresentação de Paul McCartney no Cavern Club, que foi vista por três milhões de pessoas. O show ficou disponível para visualização durante duas semanas, tanto no MSN quanto na página oficial da cantora. Tracy Blacher, gerente de marketing do portal, disse:
| “ | Esta foi a apresentação de uma vida. Foi histórico para Madonna e para o MSN e será lembrado como o evento da Internet mais ambicioso da história, que atraiu o maior público da Internet de todos os tempos. O MSN.co.uk deu às pessoas a chance de ver e ouvir o retorno fantástico de Madonna aos palcos e testemunhar a primeira apresentação ao vivo de graça, e elas responderam em números recordes. Foi um enorme sucesso para o MSN e para Madonna — ninguém nunca tentou nada nesta escala antes, e abriu novos caminhos. (...) Recebemos e-mails de centenas de pessoas ao redor do mundo nos dizendo o quanto gostaram do show. | ” |

"Don't Tell Me" veio a ser apresentada no programa italiano Carràmba! Che fortuna, em 2 de dezembro de 2000. Em 21 de fevereiro do ano seguinte, Madonna cantou a faixa-título nos Grammy Awards. Para a performance, o palco contou com cinco gigantes telas de vídeo, que mostravam imagens da carreira da artista. Em seguida, ela apareceu em um Cadillac clássico dirigido pelo rapper Bow Wow. A musicista saiu do banco de trás do veículo em um casaco de pele de corpo inteiro e um chapéu, removendo as peças para revelar uma jaqueta de couro apertada e jeans. Ela tirou a jaqueta, revelando um top preto com as palavras "Material Girl" estampadas, e interpretou uma versão energética da canção, acompanhada por Haris e DeLory. Falando sobre como estava ficando velho, o comediante Jon Stewart, apresentador da premiação, comentou: "Quando estava vendo Madonna se contorcendo no capô do carro, tudo que eu pensei foi — isso vai elevar os prêmios de seguro dela".

### Drowned World Tour

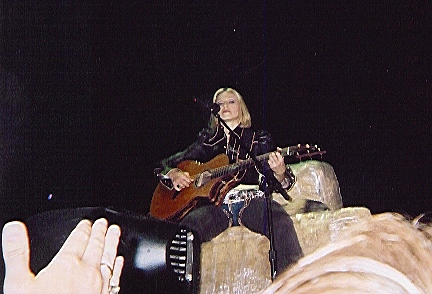
Madonna interpretando "I Deserve It" na Drowned World Tour (2001).

Maior promoção ao álbum foi feita com a turnê Drowned World Tour. Iniciada em junho de 2001, que percorreu os Estados Unidos e a Europa e divulgou tanto Music quanto Ray of Light, marcando a primeira digressão de Madonna em oito anos, desde a The Girlie Show World Tour (1993). Originalmente, estava prevista para começar em setembro de 1999 e promoveria apenas o último álbum, mas vários acontecimentos causaram o seu adiamento, incluindo o atraso das filmagens de The Best Next Thing, o casamento da cantora com Guy Ritchie e a gravidez de seu segundo filho. Quando Madonna finalmente decidiu embarcar na excursão, o tempo era curto e ela teve que preparar o show dentro de três meses. Jamie King foi selecionado como diretor criativo e coreógrafo da digressão, com Jean-Paul Gaultier sendo escolhido como estilista. Os concertos foram divididos em cinco segmentos, Cyber-Punk, Geisha, Cowgirl, Spanish e Ghetto, com cada um representando uma fase da carreira da artista. O repertório foi predominantemente composto por faixas contidas nos trabalhos promovidos; "La isla bonita" e "Holiday" foram as únicas lançadas antes da década de 1990 a serem incluídas. Várias mudanças foram adotadas para as três últimas apresentações em Los Angeles, devido aos ataques de 11 de setembro. Madonna usou um kilt com a bandeira dos Estados Unidos durante o primeiro bloco como uma demonstração de seu patriotismo; a canção "The Funny Song", com temática canibalista, foi removida do repertório; e o encerramento da segunda parte de "Mer Girl" foi alterado para remover uma encenação de tiro em um personagem. A cantora, em vez de atirar no personagem, abaixou a arma, o abraçou e eles saíram do palco juntos.
A turnê foi criticamente apreciada, com profissionais elogiando a capacidade da musicista de reinventar-se continuamente. Como resultado, foi indicada para Maior Turnê do Ano e Produção de Palco Mais Criativa nos Pollstar Awards de 2001, perdendo em ambas para a Elevation Tour, da banda irlandesa U2. Comercialmente, arrecadou 75 milhões dólares, tornando-se a turnê de um artista solo com maior arrecadação do ano — e a quarta no total, apenas atrás das de U2, Backstreet Boys e 'N Sync. O espetáculo de 26 de agosto de 2001, feito no The Palace of Auburn Hills em Auburn Hills, Michigan foi transmitido ao vivo pela HBO sob o título de Madonna Live! — Drowned World Tour 2001, com "Gone" sendo incluída no repertório especialmente para a ocasião. Posteriormente, este concerto foi lançado comercialmente a nível global em 13 de novembro de 2001, sob o nome de Drowned World Tour 2001, coincidindo com a distribuição de GHV2, o segundo álbum de grandes êxitos de Madonna. A atriz e comediante Rosie O'Donnell, amiga da cantora, tirou as fotografias usadas para a capa e os encartes do trabalho. O produto foi recebido com análises mistas da mídia especializada, com editores prezando sua qualidade sonora e criticando sua imagem. O Media Development Authority (MDA) ofendeu-se com a cena do interlúdio em anime de "What It Feels Like for a Girl", no qual um personagem acaricia e estupra uma garota, levando ao banimento do DVD em Singapura. Apesar disso, a gravação recebeu o prêmio de Melhor Concerto Televisivo nos Prêmios AOL TV de 2002 e foi um sucesso comercial, atingindo o topo da parada de álbuns de vídeo, publicada pela Billboard, e recebendo certificações de platina em vários países.

## Impacto
"Madonna teve sucessos nos últimos 20 anos, mas a maioria desses sucessos foram tentativas de agradar aos gostos do momento, não de guiar esses gostos. Ainda assim, dê créditos a ela. No verão de 2000, 17 anos em sua carreira de estrela pop, uma Madonna de 42 anos podia falar sobre "o futuro do som". E ela estava certa".

— Tom Breihan, do Stereogum, comentando sobre o impacto do projeto.
Tom Breihan, do Stereogum, creditou Music por "antecipar muitas tendências", citando como exemplos o electro-house, manipulação vocal "agressiva", falta de sentido lírico "extático", guitarras acústicas cortadas e refratadas em formas irreconhecíveis, hedonismo alegre, vozes robóticas, e o uso de elementos kitsch da cultura country. Analisando que "apesar de Madonna não ter criado nenhuma delas", a maioria desses estava "ausente do [cenário da] música mainstream na virada do milênio". Escrevendo para a página dos Grammy Awards, Zel McCarthy comentou que esta era de Madonna agiu como "um lembrete de uma época menos complicada e um prenuncia para o nosso futuro", observando que a artista combinou elementos eletrônicos e analógicos para criar hinos de unidade para as pista de dança. Ele elogiou particularmente "Impressive Instant" por soar como "nada que alguém tivesse feito antes e — 20 anos depois, ainda não fez".
Joe Lynch, em uma matéria para a revista Billboard, chamou o álbum de "uma peça chave fundamental para as pista de dança do século XXI". Music foi concebido no alvorecer do novo milênio, época em que Madonna estava com 40 anos e a indústria musical dos Estados Unidos estava bastante dividida, com artistas do segmento teen pop e urbano dominando as paradas musicais; Ao analisar esse fato, Lynch enalteceu a escolha de Madonna pela música eletrônica quando este ainda era pouco popular no país. Para McCarthy, a artista "evitou habilmente as pequenas batalhas culturais entre gêneros e gerações" ao vestir camisetas com os nomes de Britney Spears e Kylie Minogue durante a promoção do álbum, observando que isso a mostrava "celebrando outras garotas da música pop". Tais atitudes espontâneas de apoio e admiração, segundo o autor, "são quase enfadonhamente comuns agora, mas em uma época em que o pop era visto por alguns como sem credibilidade, o momento teve mais peso". Ele também acrescentou que "Madonna estava preparada de maneira única para ser uma voz pela unidade com uma declaração simples, mas significativa: a música faz as pessoas se unirem".
Silvio Pietroluongo, da Billboard, chamou a decisão da artista em comercializar seu single "Music" alternadamente em vários formatos (maxi e vinil em uma semana, cassete e CD na próxima) de "uma jogada que pode ser considerada incomum ou genial". Ele avaliou que isso ajudou a alavancar o tema para o topo da Billboard Hot 100 com 62 mil unidades movimentadas, tornando-se a música de Madonna com a maior quantidade de vendas em uma edição desde o início das operações da Nielsen SoundScan, com Pietroluongo concluindo: "Acho muito difícil pensar em outro maxi que tenha comercializado tantas unidades em uma semana".

## Lista de faixas
| Music – Edição Padrão |                                 |                                    |                                      |         |  |
| N.º                   | Título                          | Compositor(es)                     | Produtor(es)                         | Duração |  |
| 1.                    | "Music"                         | Madonna Mirwais Ahmadzaï           | Madonna Ahmadzaï                     | 3:44    |  |
| 2.                    | "Impressive Instant"            | Madonna Ahmadzaï                   | Madonna Ahmadzaï                     | 3:37    |  |
| 3.                    | "Runaway Lover"                 | Madonna William Orbit              | Madonna Orbit                        | 4:46    |  |
| 4.                    | "I Deserve It"                  | Madonna Ahmadzaï                   | Madonna Ahmadzaï                     | 4:23    |  |
| 5.                    | "Amazing"                       | Madonna Orbit                      | Madonna Orbit                        | 3:43    |  |
| 6.                    | "Nobody's Perfect"              | Madonna Ahmadzaï                   | Madonna Ahmadzaï                     | 4:58    |  |
| 7.                    | "Don't Tell Me"                 | Madonna Ahmadzaï Joe Henry         | Madonna Ahmadzaï                     | 4:40    |  |
| 8.                    | "What It Feels Like for a Girl" | Madonna Guy Sigsworth David Torn   | Madonna Sigsworth Mark "Spike" Stent | 4:43    |  |
| 9.                    | "Paradise (Not for Me)"         | Madonna Ahmadzaï                   | Madonna Ahmadzaï                     | 6:33    |  |
| 10.                   | "Gone"                          | Madonna Damian LeGassick Nik Young | Madonna Orbit Stent                  | 3:24    |  |
| Duração total:        | Duração total:                  | Duração total:                     | Duração total:                       | 44:40   |  |

| Music – Faixa bônus internacional |                |                |               |         |  |
| N.º                               | Título         | Compositor(es) | Produtor(es)  | Duração |  |
| 11.                               | "American Pie" | Don McLean     | Madonna Orbit | 4:33    |  |

| Music – Faixa bônus das edições australiana e japonesa |              |                              |               |         |  |
| N.º                                                    | Título       | Compositor(es)               | Produtor(es)  | Duração |  |
| 12.                                                    | "Cyber-Raga" | (adaptado do texto original) | Madonna Singh | 5:33    |  |

| Music –Faixas bônus da edição mexicana |                                                                                   |                   |                         |         |  |
| N.º                                    | Título                                                                            | Compositor(es)    | Produtor(es)            | Duração |  |
| 11.                                    | "Lo Que Siente Una Mujer" (versão em espanhol de "What It Feels Like for a Girl") | [A]               | Madonna Sigsworth Stent | 4:43    |  |
| 12.                                    | "What It Feels Like for a Girl" (Above & Beyond Club Radio Edit)                  | Madonna Sigsworth | [B]                     | 3:45    |  |
| Duração total:                         | Duração total:                                                                    | Duração total:    | Duração total:          | 53:08   |  |

| Music – Disco bônus da edição especial da turnê |                                                                                |                                     |                                                    |         |  |
| N.º                                             | Título                                                                         | Compositor(es)                      | Produtor(es)                                       | Duração |  |
| 1.                                              | "Music" (Deep Dish Dot Com Remix)                                              | Madonna Ahmadzaï                    | Madonna Ahmadzaï Dubfire [B] Sharam [B]            | 11:22   |  |
| 2.                                              | "Music" (HQ2 Club Mix)                                                         | Madonna Ahmadzaï                    | Madonna Ahmadzaï Hex Hector [B] Mac Quayle [B]     | 8:51    |  |
| 3.                                              | "Don't Tell Me" (Timo Maas Mix)                                                | Madonna Ahmadzaï Henry              | Madonna Ahmadzaï Timo Maas [B] Martin Buttrich [B] | 6:55    |  |
| 4.                                              | "Don't Tell Me" (Tracy Young Club Mix)                                         | Madonna Ahmadzaï Henry              | Madonna Ahmadzaï Tracy Young [B] Chris Crane [C]   | 11:00   |  |
| 5.                                              | "What It Feels Like for a Girl" (Paul Oakenfold Perfecto Mix,)                 | Madonna Sigsworth David Torn        | Madonna Sigsworth Paul Oakenfold [B] Andy Gray [B] | 7:20    |  |
| 6.                                              | "Lo Que Siente La Mujer" (versão em espanhol de What It Feels Like for a Girl) | Madonna Sigsworth Torn Ferraras [A] | Madonna Guy Sigsworth Stent                        | 4:44    |  |
| 7.                                              | "What It Feels Like for a Girl" (vídeo musical)                                | Madonna Sigsworth Torn              |                                                    | 4:36    |  |
| Duração total:                                  | Duração total:                                                                 | Duração total:                      | Duração total:                                     | 54:48   |  |

Notas
A  - denota tradutores
B  - denota remixadores
C  - denota co-produtores

## Créditos
Lista-se abaixo os profissionais envolvidos na elaboração de Music, de acordo com o encarte do álbum:
Locais de gravação
| - Sarm West Studios e Sarm East Studios (Londres) - Guerilla Beach Studios (Los Angeles, Califórnia) - The Hit Factory (Nova Iorque) | - Lindhurst Studios (Reino Unido) (gravação de cordas) - Olympic Studios (Londres) (mixagem) - Metropolis Studios (Londres) (masterização) |

Equipe
| - Madonna: vocalista principal, guitarras, produção - Steve Sidelnyk: bateria - Guy Sigsworth: guitarra, teclado, programação, produção - William Orbit: guitarra, teclado, programação, produção - Mirwais Ahmadzaï: guitarra, teclado, programação, produção - Mark "Spike" Stent: produção, mixagem - Jake Davies: engenharia de Pro Tools - Mark Endert: engenharia - Geoff Foster: engenharia, engenharia de cordas | - Sean Spuehler: engenharia de Pro Tools, programação - Tim Lambert: assistência de engenharia - Chris Ribando: assistência de engenharia - Dan Vickers: assistência de engenharia - Tim Young: masterização - Michel Colombier: arranjo de cordas - Kevin Reagan: direção artística, design - Mattew Lindauer: design - Jean-Baptiste Mondino: fotografia |

## Desempenho comercial
Em sua primeira semana de disponibilidade, Music estreou no topo das tabelas musicais de 23 países ao redor do mundo. A CNN informou que o álbum vendeu rapidamente mais de quatro milhões de cópias em seus primeiros dez dias, tornando-se o disco mais adquirido em menor tempo de toda a história da gravadora Warner Music Group. Encerrou o ano de 2001 como o 19.º álbum mais vendido ao redor do mundo, com 4.1 milhões de unidades, vendendo cerca de 11 milhões de cópias no total e sendo o álbum mais comprado da cantora na década de 2000.
Nos Estados Unidos, debutou na liderança da Billboard 200, com 420 mil exemplares comercializados em sua primeira semana. Este foi o quarto álbum de Madonna a culminar na tabela, sendo o seu primeiro material a liderá-la em 11 anos, desde Like a Prayer (1989). Posteriormente, recebeu certificação de platina tripla pela Recording Industry Association of America (RIAA), denotando vendas de três milhões de unidades. Os números divulgados pela Nielsen SoundScan, apontavam que sua comercialização já havia excedido 2 milhões e 925 mil de réplicas em território estadunidense até agosto de 2010. No Canadá, debutou no comando da parada canadense de álbuns da revista RPM. Mais tarde, obteve uma certificação de platina pela Music Canada (MC) em razão das mais de 300 mil unidades adquiridas. Em outros territórios da América, apesar de não ter entrado em nenhuma tabela oficial, conseguiu obter um bom desempenho: na Argentina foi agraciado com platina por vender 40 mil cópias, enquanto no Brasil, Chile e México foi certificado de ouro devido às vendas de 100 mil, 15 mil e 75 mil exemplares, respectivamente.
Music provou-se exitoso também em toda a Europa, onde atingiu a primeira colocação da tabela que compila os cem álbuns mais vendidos do continente, e foi certificado como platina após serem exportadas mais de um milhão de unidades na região. Em 2 de outubro de 2000, culminou na parada alemã de álbuns, passando um total de 50 semanas nesta. Este desempenho resultou em duas certificações de platina emitidas pela Bundesverband Musikindustrie (BVMI), após vender 600 mil exemplares na nação. Na França, Music debutou na 1ª colocação, permanecendo por 67 semanas dentro do gráfico, antes de deixá-lo em 29 de junho de 2002, sendo classificado com duas certificações de platina pela Syndicat National de l'Édition Phonographique (SNEP), ao vender 80 mil réplicas. No Reino Unido, estreou no comando da UK Albums Chart. Foi certificado com platina quíntupla pela British Phonographic Industry (BPI), reconhecendo vendas de 1 milhão e 500 mil cópias em terras britânicas, conforme divulgado pela Official Charts Company (OCC). Alcançou o posto máximo na Suécia e Suíça, onde recebeu a condecoração de platina e platina dupla, respectivamente. Na semana posterior à sua estreia, ascendeu para o cume da parada de outras várias nações europeias, como Áustria, Dinamarca, Finlândia, e Países Baixos.
Na região da Ásia e Oceania a obra foi igualmente bem recebida, apesar de conseguir conquistar apenas o segundo lugar em vendas na Austrália — devido ao topo estar sendo ocupado por uma compilação que continha canções com temas dos Jogos Olímpicos de Verão de 2000 — Music recebeu três certificações de platina emitidas pela Australian Recording Industry Association (ARIA) denotando vendas superiores a 200 mil unidades. De forma similar, estreou na vice liderança na Nova Zelândia, em 8 de outubro de 2000, permanecendo no gráfico por 33 semanas, sendo posteriormente emitido um certificado duplo de platina pela Recorded Music NZ (RMNZ) pelo excedente de 30 mil unidades. No Japão, estreou na 7ª posição da compilação de álbuns da Oricon. Foi certificado de platina pela Recording Industry Association of Japan (RIAJ) ao vender 300 mil cópias. Music também se saiu bem sucedido em Hong Kong, onde recebeu o prêmio de Álbum Mais Vendido de 2001 pela IFPI do país após se tornar um dos dez discos internacionais mais adquiridos do ano na região, obtendo uma certificação de ouro posteriormente.
| País — Tabela musical (2000)      | Posição de pico |
| --------------------------------- | --------------- |
| Alemanha (Offizielle Top 100)     | 1               |
| Austrália (ARIA Charts)           | 2               |
| Áustria (Ö3 Austria Top 40)       | 1               |
| Bélgica (Ultratop 50 de Flandres) | 2               |
| Bélgica (Ultratop 40 de Valônia)  | 2               |
| Canadá (Canadian Albums Chart)    | 1               |
| Canadá (RPM Albums Chart)         | 1               |
| Dinamarca (Hitlisten)             | 1               |
| Escócia (OCC)                     | 1               |
| Espanha (PROMUSICAE)              | 2               |
| Estados Unidos (Billboard 200)    | 1               |
| Europa (European Top 100 Albums)  | 1               |
| Finlândia (IFPI Finlândia)        | 1               |
| França (SNEP)                     | 1               |
| Grécia (IFPI Grécia)              | 1               |
| Hungria (MAHASZ)                  | 1               |
| Irlanda (IRMA)                    | 1               |
| Itália (FIMI)                     | 1               |
| Japão (Oricon)                    | 7               |
| Noruega (VG-lista)                | 1               |
| Nova Zelândia (Recorded Music NZ) | 2               |
| Países Baixos (MegaCharts)        | 1               |
| Polônia (ZPAV)                    | 1               |
| Portugal (AFP)                    | 3               |
| Reino Unido (UK Albums Chart)     | 1               |
| República Checa (ČNS IFPI)        | 1               |
| Suécia (Sverigetopplistan)        | 1               |
| Suíça (Schweizer Hitparade)       | 1               |
| Taiwan (IFPI)                     | 1               |

| País — Tabela musical (2000)        | Posição |
| ----------------------------------- | ------- |
| Alemanha (GfK Entertainment Charts) | 13      |
| Austrália (ARIA Albums Charts)      | 23      |
| Áustria (Ö3 Austria Top 40)         | 16      |
| Bélgica (Ultratop 50 de Flandres)   | 22      |
| Bélgica (Ultratop 40 da Valônia)    | 20      |
| Dinamarca (Hitlisten)               | 9       |
| Estados Unidos (Billboard 200)      | 64      |
| Finlândia (IFPI Finlândia)          | 55      |
| França (SNEP)                       | 13      |
| Itália (FIMI)                       | 8       |
| Países Baixos (MegaCharts)          | 18      |
| Reino Unido (UK Albums Chart)       | 10      |
| Suíça (Schweizer Hitparade)         | 8       |

| País — Tabela musical (2001)        | Posição |
| ----------------------------------- | ------- |
| Alemanha (GfK Entertainment Charts) | 20      |
| Austrália (ARIA Albums Charts)      | 23      |
| Áustria (Ö3 Austria Top 40)         | 32      |
| Bélgica (Ultratop 50 de Flandres)   | 36      |
| Bélgica (Ultratop 40 da Valônia)    | 34      |
| Dinamarca (Hitlisten)               | 53      |
| Estados Unidos (Billboard 200)      | 49      |
| Europa (Top 100 Albums)             | 10      |
| França (SNEP)                       | 37      |
| Países Baixos (MegaCharts)          | 43      |
| Reino Unido (UK Albums Chart)       | 41      |
| Suíça (Schweizer Hitparade)         | 20      |

| País — Tabela musical (2000–09) | Posição |
| ------------------------------- | ------- |
| Estados Unidos (Billboard 200)  | 159     |
| Reino Unido (UK Albums Chart)   | 54      |

| Região | Certificação | Vendas     |
| --- | ------------ | ---------- |
| Alemanha (BVMI) | 2× Platina   | 600 000^   |
| Argentina (CAPIF) | Platina      | 40 000^    |
| Austrália (ARIA) | 3× Platina   | 210 000^   |
| Áustria (IFPI Áustria) | Platina      | 50 000*    |
| Bélgica (BEA) | 3× Platina   | 150 000*   |
| Brasil (Pro-Música Brasil) | Ouro         | 100 000*   |
| Canadá (Music Canada) | 3× Platina   | 300 000^   |
| Chéquia (IFPI) | Platina      | —          |
| Chile (IFPI Chile) | Ouro         | 15 000     |
| Coreia do Sul (KMCA) | —            | 21 528     |
| Dinamarca (IFPI Dinamarca) | 2× Platina   | 100 000^   |
| Espanha (PROMUSICAE) | 2× Platina   | 200 000^   |
| Estados Unidos (RIAA) | 3× Platina   | 2 934 000  |
| Finlândia (Musiikkituottajat) | Ouro         | 32 515     |
| França (SNEP) | 2× Platina   | 900 000    |
| Hong Kong (IFPI Hong Kong) | Platina      | —          |
| Hungria (MAHASZ) | Ouro         | 25 000^    |
| Israel (IFPI) | —            | 35 000     |
| Itália (FIMI) | Platina      | 250 000    |
| Japão (RIAJ) | Platina      | 200 000^   |
| México (AMPROFON) | Ouro         | 75 000^    |
| Noruega (IFPI Noruega) | —            | 100 000    |
| Nova Zelândia (RIANZ) | 2× Platina   | 30 000*    |
| Países Baixos (NVPI) | 2× Platina   | 160 000^   |
| Polônia (ZPAV) | Platina      | 100 000*   |
| Reino Unido (BPI) | 5× Platina   | 1 640 000  |
| Suécia (GLF) | Platina      | 100 000    |
| Suíça (IFPI Suíça) | 2× Platina   | 100 000^   |
| Taiwan (RIT) | Platina      | —          |
| Tailândia | Platina      | —          |
| Resumos |              |            |
| Europa (IFPI) | 5× Platina   | 5 000 000* |
| Mundo | —            | 11 000 000 |
| *números de vendas baseados somente na certificação ^distribuições baseadas apenas na certificação ‡vendas+valores de streaming baseados somente na certificação |              |            |

## Histórico de lançamento
| País   | Data                   | Formato          | Gravadora(s) |
| ------ | ---------------------- | ---------------- | ------------ |
| Japão  | 15 de setembro de 2000 | CD cassete Vinil | Warner Bros. |
| Europa | 18 de setembro de 2000 | CD cassete Vinil | Warner Bros. |
| Mundo  | 19 de setembro de 2000 | CD cassete Vinil | Warner Bros. |
| Mundo  | 19 de setembro de 2000 | Edição limitada  | Warner Bros. |
| Mundo  | 20 de setembro de 2000 | Download digital | Warner Bros. |